# Susanna Böhme-Kuby
Susanna Böhme-Kuby (* 1947 in Hamburg) ist eine deutsche Literaturwissenschaftlerin, Publizistin und Autorin, die in Venedig lebt und für deutsche und italienische Zeitschriften schreibt.

## Leben
Susanna Böhme-Kuby studierte in Italien Literaturwissenschaften und Geschichte und promovierte mit dem Thema Brecht in Italien zur Dr. phil. Einer ihrer Forschungsschwerpunkte war die deutsche Presse im 20. Jahrhundert. Nach der Heirat mit Erich Kuby zog sie 1981 zu ihm nach Venedig und lehrte Deutsche Literaturgeschichte an den Universitäten von Genua, Udine und Venedig. 
Sie hat mehrere Bücher in deutscher und italienischer Sprache veröffentlicht und schreibt auch jetzt noch Artikel sowohl für deutsche Zeitungen und Zeitschriften, darunter die Blätter für deutsche und internationale Politik und der Freitag, als auch für italienische Blätter. 2003 wurde Böhme-Kuby in den Vorstand der Kurt-Tucholsky-Gesellschaft gewählt.

## Publikationen (Auswahl)
- Das Neueste aus Paris 1789–1795. Deutsche Presseberichte. Knesebeck und Schuler, München 1989, ISBN 3-92690121-7.
- Extremismus, Radikalismus, Terrorismus in Deutschland. Kyrill und Method, München 1991, ISBN 978-3-92752725-6.
- L’Avvenire del passato – Die Zukunft der Vergangenheit. Italia e Germania: lenote dolenti. Forum, Merching 2007, ISBN 978-8-88420428-8.
- mit Benedikt Kuby (Hrsg.): Erich Kuby zum 100. hyperzine, Hamburg 2010, ISBN 978-3-93821816-7.

Beiträge
- Die letzte Gondel. In: der Freitag. 27. März 2010. online
- Brief aus Tunesien. In: taz vom 4. Juni 2013. online
- Goodbye Lenin? In: Ossietzky. 15/2017.
- Italien: Der Wettstreit der Populisten. In: Blätter für deutsche und internationale Politik. 2/2018, S. 9–12. online
- Der Tod von Venedig: Tourismus bis zum Kollaps. In: Blätter für deutsche und internationale Politik. 9/2019, S. 113–118. online
- Mit spitzer Feder gegen den Krieg – Carl von Ossietzy. In: Michael Haller, Walter Hömberg (Hrsg.): „Ich lass mir den Mund nicht verbieten.“ Journalisten als Wegbereiter der Pressefreiheit und Demokratie. Reclam, Ditzingen 2020, ISBN 978-3-15-011277-9, S. 160–163.
- Die Blume des Partisanen. Von der Resistenza zum Antiantifaschismus in Italien. In: junge welt. 22. Mai 2024, abgerufen am 25. Mai 2024.